# Moldagem por injeção
A injeção é um processo de moldagem no qual um material termoplástico em forma de pellets, é aquecido até que ocorra sua plastificação, e injetado em uma cavidade de um molde. Em contato com as paredes frias do molde, o material solidifica-se e adquire a forma fixa predeterminada.
Em geral o processo de injeção produz peças de espessura constantes, podendo possuir encaixe com outras peças devido ao elevado controle de tolerâncias tanto dimensionais quanto geométricas do processo e é especialmente adaptado a elevada tiragem de peças.

## Exemplos
- Carcaças de eletrônicos;
- Na indústria automotiva produz-se para-choques e painéis internos de carros (caminhões têm dimensões muito grandes e não são produzidas por injeção);
- Brinquedos como lego, chaveiros, copos, baldes, mesas, cadeiras, vasos para plantas, potes, utensílios de cozinha;
- Até mesmo na área médica utiliza-se a injeção, por exemplo na fabricação de seringas;
- As maiores peças injetadas (até 2018) são pallets.

## Ciclo de injeção
O ciclo de injeção se inicia com a inserção de material termoplástico granulado (pellets) em um funil, que conduz os pellets em um parafuso ou rosca, onde há o aquecimento e homogeneização desse material, preparando-o para a injeção dentro do molde. Conforme o termoplástico é conduzido pela rosca, passa por três etapas: a de alimentação, o primeiro estágio que basicamente alimenta o sistema e conduz o material aos estágios seguintes, a zona de compressão/plastificação, onde o material é aquecido por resistências e plastificado/compactado além da retirada do ar do sistema, que pode ler levado aos estágio de alimentação ou degasagem, e por fim a etapa  de dosagem, onde é efetivamente homogeneizado e dosado para que haja um fluxo ideal de material durante a injeção no molde.
Após esse processo, o molde é fechado, e a rosca avança forçando o material plastificado da região de dosagem para dentro do molde. Realizada a injeção há uma etapa secundária em que a unidade de injeção continua a exercer pressão denominada recalque. Durante o recalque o  polímero é compactado, visando compensar o encolhimento por contração dos materiais poliméricos. A taxa de contração varia com o material, quanto maior semicristalino maior a taxa de contração. Simultaneamente a etapa de recalque inicia-se o resfriamento do moldado. Enquanto ocorre o resfriamento do moldado as placas do molde permanecem fechadas e a unidade de injeção reinicia o processo para dosar o material para o próximo ciclo.
Finalizado o tempo de resfriamento o molde se abre e o sistema de extração da peça é ativado, forçando a peça a se desvincular do molde, o ciclo de injeção acaba aqui, com o molde aberto, a máquina injetora está pronta para a realização de mais uma peça e o ciclo inicia-se novamente.

## Máquina de moldagem por injeção
As máquinas de moldagem por injeção são dividas em duas partes: a unidade de fechamento e a unidade de injeção. Essas duas partes tem funções diferentes no processo, basicamente, a unidade de fechamento é responsável pelo molde e pelo movimento máquina, enquanto a unidade de injeção é responsável por receber os pellets, plastifica-los e injeta-los na máquina.
As máquinas são classificadas principalmente pelo tipo de sistemas de direção que eles usam: hidráulico, elétrico ou híbrido(também podem ser classificadas no tipo de orientação, horizontal ou vertical).

### Unidade de fechamento
• Responsável por abrir e fechar o molde de injeção;
• Cada metade do molde é fixada a uma placa da injetora;
• As placas tem a função de manter o molde fechado e travado no  momento da injeção;
• As placas também possibilitam ajuste de distancia para trabalhar  com diferentes moldes;
• A unidade de fechamento também é responsável pela extração da peça.
| Componente         | Função                                                                                                  |
| ------------------ | --- |
| Placa fixa         | Prende a parte fixa do molde                                                                            |
| Placa móvel        | Prende a parte móvel do molde                                                                           |
| Braços articulados | Multiplicam a força do cilindro hidráulico para movimentar o molde e mantê-lo travado durante a injeção |
| Colunas            | Guiam o movimento da placa móvel                                                                        |
| Painel elétrico    | Sistema de controle da máquina injetora                                                                 |

### Unidade de injeção
• Recebe a matéria-prima (pellets);
• Responsável pela alimentação do sistema;
• Responsável pela plastificação dos pellets;
• Responsável pela dosagem de material plastificado a ser injetada para dentro do molde;
• Responsável pelos parâmetros de injeção e recalque.
| Componente      | Função |
| --------------- | --- |
| Bico de injeção | Encosta na bucha de injeção do molde permitindo a passagem de material plastificado para o interior do molde |
| Cilindro        | Abriga a rosca plastificadora e controla da temperatura do material dosado                                   |
| Rosca           | Plastifica, dosa e injeta o material                                                                         |
| Resistência     | Aquecem o cilindro para que ocorra a plastificação                                                           |
| Funil           | Abriga o material plástico                                                                                   |

## Tipos de injetoras

### Acionamento

#### Hidráulico
Na hidráulica, uma bomba gera pressão mecânica em um fluido, que, por sua vez, proporciona a força necessária para abrir, fechar e manter o molde fechado, para girar e avançar a rosca, para empurrar os pinos ejetores e mover as partes dos moldes.

#### Elétrica
As máquinas elétricas são mais silenciosas, mais rápidas e têm uma precisão maior, porém são em geral mais caras. Esse sistema dispensa o uso de óleo e bomba, pois é realizado a partir do uso apenas da energia elétrica. Este modelo de máquina injetora tem ganho cada vez mais espaço no mercado, pelas vantagens já citadas mas especialmente pelo consumo reduzido de energia, uma vez que as máquinas hidráulicas também exigem acionamentos elétricos para o sistemas hidráulico.

#### Híbrida
As máquinas de moldagem por injeção híbridas aproveitam as melhores características dos sistemas hidráulicos e elétricos. Neste caso o sistema de abertura e fechamento do molde é realizado por um sistema hidráulico e a unidade de injeção é controlada pelo sistema elétrico.

### Orientação

#### Máquina injetora horizontal
O tipo mais utilizado devido à facilidade de extração - que é favorecida pela ação da gravidade, são máquinas nas quais o sistema de fechamento e de injeção se situam e movimentam-se no eixo horizontal.

#### Máquina injetora vertical
São máquinas nas quais o sistema de fechamento e de injeção se situam e movimentam-se no eixo vertical. São especialmente utilizadas para produção de peças com insertos, em que o material polimérico é injetado sobre uma peça pré pronta. Exemplos são peças eletrônicas, em que injeta-se o polímero sobre circuitos eletrônicos e solados de sapatos que são injetados sobre o sapato já produzido.

#### Máquina micro-injetora
São injetoras elétricas porém voltas a produção de micro-peças com micro tolerâncias, como micro componente eletrônicos. Em geral sua força de fechamento não ultrapassa 5 N e as dimensões das peças são da ordem de micrômetros. Devido a dimensões das peças em geral essas máquinas exigem um sistema de remoção das peças automatizado.

#### Máquina multimateriais
As injetoras multimaterias são máquinas capazes de produzir peças compostas de mais de um material como escovas de dente por exemplo. Nestas máquinas exigem duas unidades de injeção que trabalham em conjunto de forma ordenada para que os diferentes materiais ocupam as devidas regiões no molde.

## Molde de injeção
O molde consiste em uma forma ou cavidade vazia na qual o polímero fundido é forçado a dar a forma do componente necessário. O termo geralmente se refere a toda a montagem de peças que compõem a seção do equipamento de moldagem em que as peças são formadas. Os moldes se separam em pelo menos duas metades (chamado núcleo e cavidade) para permitir a extração da peça; em geral, a forma de uma peça deve ser tal que não seja trancada no molde. Por exemplo, os lados dos objetos tipicamente não podem ser paralelos à direção de desenho (a direção na qual o núcleo e a cavidade se separam um do outro). As peças que são "semelhantes a balde" tendem a encolher no núcleo enquanto esfriam e, depois que a cavidade é puxada para fora, normalmente são ejetadas usando pinos. As peças podem ser facilmente soldadas após a moldagem para permitir uma peça oca (como uma jarra de água ou cabeça de boneca) que não poderia ser projetada fisicamente como um único molde.
Os moldes requerem: Engenharia e design, materiais especiais, máquinas e pessoal altamente qualificado para fabricar, montar e testar.
Tradicionalmente, os moldes têm sido caros de fabricar. Geralmente, eles eram usados apenas na produção em massa, onde milhares de peças estavam sendo produzidas. Os moldes são tipicamente construídos a partir de aço endurecido, aço pré-endurecido, alumínio e / ou liga de berílio-cobre. A escolha do material para construir um molde é principalmente uma das economias. Os moldes de aço geralmente custam mais para construir, mas sua vida útil mais longa compensará o custo inicial mais alto em um número maior de peças feitas antes do desgaste. Os moldes de aço pré-endurecidos são menos resistentes ao desgaste e são usados para requisitos de menor volume ou componentes maiores.
Os moldes de alumínio podem custar substancialmente menos, e quando projetados e usinados com equipamentos informatizados modernos, podem ser econômicos para moldar dezenas ou mesmo centenas de milhares de peças.

### Cavidades do molde
Um molde pode ter uma ou mais cavidades. Cada cavidade representa uma peça moldada por ciclo, quanto mais cavidades, maior será a produtividade, todavia existem limitações tais como o tamanho do molde e a capacidade de injeção da máquina injetora.
Geralmente dividida em duas partes, a cavidade do molde confere forma e acabamento ao material, sendo essencial que sua rugosidade superficial seja igual a desejada para a peça, pois esta é transferida diretamente para o produto final. Normalmente, a etapa de retificação na usinagem do molde é suficiente, porém, dependendo da rugosidade desejada, processos adicionais podem ser necessários, tais como o polimento. Esta etapa de acabamento das cavidades é em alguns casos a parte mais custosa da produção do molde. Por causa da contração do material polimérico (que ocorre naturalmente ao se aquecer um material, pois há a agitação interna de suas moléculas. Quanto maior a temperatura, maior a agitação e, consequentemente, maior contração quando a peça for submetida ao resfriamento, visto que quando a temperatura do polímero decresce, as moléculas diminuirão esta agitação e tendem a se contrair), as cavidades necessitam ser ligeiramente maiores que as dimensões da peça desejada, além disso, para que a peça não se prenda ao molde ao se contrair, é necessário tomar conhecimento da taxa de contração mínima e máxima que cada polímero apresenta, evitando sempre os ângulos retos (cantos vivos, que concentram tensões) que além de dificultar a saída da peça, pode causar ferimentos. 	 As cavidades de um molde necessitam ser balanceadas, para que haja uma distribuição uniforme de massa polimérica no molde a ser preenchido. Um balanceamento ineficiente poderá resultar em rebarbas, desgastes desiguais das colunas da máquina, produtos com propriedades irregulares (pois ocorre variação de temperatura, pressão e velocidade de preenchimento em cada parte) e principalmente, o não preenchimento das cavidades (isto ocorre por que o polímero aquecido perde calor nos canais de alimentação e começa a se solidificar antes de preencher totalmente todas as cavidades).
Na distribuição recomendada a massa polimérica atinge todos os pontos das cavidades ao mesmo tempo, o que representa um molde com cavidades balanceadas. Na distribuição não recomendada, a massa polimérica atingiria primeiro as peças centrais o que caracteriza um molde desbalanceado.

### Sistema de alimentação

#### Bucha de injeção
É o primeiro contato do material plástico com o molde. Esse componente tem uma forma cilíndrica, onde em uma das suas extremidades tem um raio esférico ou cônico (geralmente cônico para que seja facilitada da desmoldagem), onde sua função é permitir um perfeito encaixe entre o bico da máquina injetora com o molde de injeção. É também importante ressaltar que o material que está na bucha não deve se solidificar antes de qualquer outra parte do sistema de alimentação ou cavidade.

#### Tipos de alimentação
- Alimentação direta: esse tipo de alimentação acontece quando não possui canais de alimentação entre a bucha e a peça, passando assim o material diretamente da bucha para a peça.
- Alimentação indireta: esse tipo de alimentação acontece quando o material sai da bucha passando então por um canal de alimentação e assim chega à peça. Essa é a forma mais utilizada, pois gera um número maior de peças por ciclo.

#### Canais de alimentação
No sistema de canais a frio, os canais têm como função ligar o canal de injeção às entradas da cavidade. Eles podem ser classificados quanto a sua seção transversal, devendo ser escolhida tendo como critério o melhor fluxo do material com a menor perda de pressão possível, tendo também os canais diâmetro menor que o do canal da bucha de injeção. Os canais de seções pequenas requerem uma pressão de injeção mais alta e maior tempo para encher as cavidades, já os de sessões mais amplas permitem um melhor acabamento das peças e minimiza linhas de união ou de fluência, marcas de fluxo ou tensões internas.

#### Entradas
A entrada proporciona um maior controle da velocidade assim que o material chega á peça. A sua localização é variada de peça para peça, sendo essencial assim como o tamanho e a forma para produção de peças de qualidade. 
Tipos de entrada:
São classificadas em: retangular, disco, leque, filme, submarino, capilar, ala, anel, unha de gato e cunha.
- Retangular: Utilizado para alimentação lateral ou pelo centro. Ideal para materiais de fácil fluxo.
- Disco: Utilizado para produtos de forma tubular o furo central muito grande (molde de uma cavidade). Fluxo radial do plástico (orientação molecular). Deve ser utilizado para a injeção de peças com grande espessura.
- Leque: Entrada onde todas as dimensões são variáveis. Muito utilizado para produtos planos e todos os tipos de materiais, exceto para PVC Rígido. Largura do leque é sempre menor que a largura total do produto.
- Filme: É uma variante da entrada em leque. Utilizado para produtos grandes com paredes delgadas. É um canal paralelo ao produto.
- Submarino: A injeção submarina, geralmente de forma circular, é uma variante do ataque lateral e, é usado em retirada do canal de injeção automático em moldes de duas placas, sem necessidade de recurso ao molde de três placas.
- Capilar: É o tipo de entrada característica nos moldes de três placas.
- Ala: Específico para materiais do tipo PMNA PSC e PC. Produz moldagens com menores tensões residuais e com aspecto ótico claro. Utilizado em produtos sólidos sem formas internas. A ABA pode ser quadrada ou retangular.
- Anel: É um anel concêntrico que circunda a cavidade pela parte externa. Utilizado em produtos tubulares quando existe mais de uma cavidade.
- Unha de gato: Este tipo de entrada é uma variante da entrada submarina, com a vantagem de permitir esconder a marca do ataque.
- Cunha: Utilizado em peças plana onde material flui de forma uniforme. Reduz possibilidade de empenamento.

#### Molde de três placas
Nesse tipo de molde, há além de uma placa fixa e uma placa móvel também uma placa flutuante que separa o sistema de alimentação da peça logo que o molde é aberto. Este modo de construção de molde permite a entrada de material pelo centro da peça ou pela aresta do produto em várias peças injetadas ao mesmo tempo. Tem maior custo de desenvolvimento e manutenção quando comparado ao molde de duas placas, necessita de grande curso de abertura e não é recomendado para componentes de grandes dimensões.

#### Poço frio
É um prolongamento do canal de alimentação. Tem como função evitar o entupimento da entrada e assim fazer com que o ciclo de injeção seja feito dentro da normalidade

### Sistema de ventagem
Ventagem é uma válvula, que pode ter a função de direcionar a fluido hidráulica para um determinado local ou tanque com o intuito de aliviar a pressão de um local, ou fazer a limitação de pressão auxiliando na parada da máquina ou na divisão igualitária de fluxo por duas ou mais saídas.

### Sistema de alinhamento
Entre o conjunto fixo e o conjunto móvel dos moldes são utilizados pinos e colunas de guia. A utilização desses elementos é de extrema importância, pois, garantem a centralização e o alinhamento no sistema de moldes.
A coluna guia é utilizada em conjunto dos pinos guias. As colunas para moldes localizam-se entre a placa superior e a placa inferior do molde de injeção. Cada tipo de molde exige um tipo e uma quantidade de colunas guias, por exemplo: 
Seu material é geralmente provindo de Tratamento Térmico, temperado, para garantir a resistência mecânica necessária o Aço Liga Cementado SAE 8640, dureza entre 44-46 Rc, com alto teor de Carbono é o mais utilizado pois garante uma durabilidade elevada.
Pino guia : O pino guia fica no conjunto, montado dentro das colunas guias garantindo o alinhamento preciso do molde, exemplo de pino guia:

### Sistema de resfriamento
Tem por finalidade o controlar a temperatura no interior das cavidades de um molde de injeção. É um fator importante para obtenção de moldados poliméricos de bom acabamento e dimensionamento.
Planejar um sistema de refrigeração vai além da  da furação pura e simples.
Deve-se levar em conta a disposição dos canais, furação, postiços e pinos térmicos.
É importante definir a quantidade e o tipo de materiais utilizados. É recomendável que sejam materiais que possuam boa condutibilidade térmica. 
Em moldes com geometria complexa, se for o caso, é recomendável definir os postiços (ou serpentina) para a refrigeração de machos. 
Os sistemas de refrigeração do molde devem ser uniformes em toda a região do produto, a fim de evitar contrações diferenciadas, empenamento e introdução de tensões residuais no componente.

#### Considerações
Com os dados pré-estabelecidos do circuito em função do produto, o estudo do circuito de refrigeração pode antecipar os pontos críticos apontando a necessidade de melhoria no circuito. Pode-se estabelecer mais de um circuito a fim de auxiliar nos pontos críticos. Porém otimizações como essa acabam por aumentar o custo de projeto.
Cabe ao projetista, em função do estudo de circulação do fluido de refrigeração, otimizar a composição e distribuição do circuito, e decidir sobre a utilização de materiais alternativos para facilitar a troca térmica.
O tipo de produto, a matéria- prima a ser injetada e as condições de maquinário são fatores de grande importância no sistema de refrigeração. A matéria que chega injetada às cavidades deve perder calor no contato com as paredes do molde. A velocidade da dissipação de calor determina o tempo de resfriamento. Para se conseguir diminuir o tempo de resfriamento e conseguir peças de boa qualidade superficial, a refrigeração no molde deve ser mantida de modo relativamente constante, a fim de que o processo de resfriamento seja eficiente.
É indicado que toda e qualquer peça receba atenção na projeto do circuito, inclusive plugs e machos. Produtos com paredes de maior espessura também devem receber atenção especial, a fim de evitar que haja um resfriamento mais tardio em relação as regiões com paredes de menor espessura. Para a refrigeração de produtos na região da base , é sempre interessante que exista um circuito só para essa mesma finalidade.
Por outro lado, um mesmo molde com circuitos de refrigeração diferentes podem apontar diferenças nos produto final.
Podem aparecer produtos com pontos de tensão diferentes, ou até mesmo haver diferenças no tempo de plastificação de uma região para a outra. Neste último caso, pode estar relacionado com a espessuras das paredes em cada região do produto moldado.

#### Tipos de fluídos refrigerantes
Os tipos mais comuns de sistemas de refrigeração se baseiam na utilização de água, ar ou óleo. A princípio, a definição para uso de água ou óleo é importante para a possibilidade de uma eficiente troca de calor entre matéria-prima e componentes do molde. Facilitando até na escolha do aço apropriado.
Na utilização de componentes que mantém o contato direto com o fluído (água ou óleo) o uso de elementos anti-corrosivos contribui no tempo de vida útil do molde. A  corrosão pode, em caso de aços de má qualidade, ou de tratamento térmico deficiente, provocar trincas ou a própria corrosão.
Como elementos anticorrosivos nos referimos ao uso de aditivos no fluído refrigerante, o uso de material inoxidável e a utilização de anéis de vedação para evitar a entrada de fluidos em locais indesejados. 
No caso dos anéis de vedação, exige-se um bom acabamento superficial, o que acarreta no aumento no custo de produção do molde.
As características do produto a ser moldado também é um fator determinante na escolha do fluído. Pois isso está diretamente relacionado com a temperatura de trabalho do fluido de refrigeração. 
O uso da água, própria para os resfriamentos, se limita a temperaturas em torno de até 90 °C. Geralmente nesse caso, é utilizado um aditivo à base de etanodiol. 
Para polímeros mais rígidos, recomenda-se  o uso do óleo devido ao alcance de maiores temperaturas.
O resfriamento a ar exige que haja tubulações de ar comprimido acopladas a injetora. Se demonstra muito eficiente no trabalho de resfriar as peças injetadas. Porém, caracteriza-se por ser um processo um pouco mais caro do que os demais, no que diz respeito a implantação.

### Sistema de extração
A forma como as peças são extraídas do molde tem que ser examinadas todos os dias pela indústria do plástico. Existem vários fatores a serem analisados, como a matéria prima, regiões complexas, as contrações, a existência de travas e os recursos disponíveis de acionamento, de acordo com a injetora a ser utilizada. Existem três tipos de recursos, os mecânicos, pneumáticos e os hidráulicos.

#### Sistema de extração por pinos
É o sistema de extração mais utilizado e também o mais fácil de colocação.
Trata-se do material ser retirado pela aplicação de uma força provocada por um ou mais pinos extratores.

#### Sistema de extração mecânica
Sistema composto por uma bucha cilíndrica cementada, temperada e retificada. Ele é usado em peças tubulares ou partes cilíndricas dos moldes. A extração mecânica pode ser aplicada de duas formas: 
Prensagem contínua: Pode ser à temperatura ambiente (extração a frio) ou considerando um pré-tratamento térmico (com cozimento). Basicamente temos dois tipos de prensa contínua: as que operam como "prensagem final" e as "pré-prensas". 
Prensagem Hidráulica ou descontínua: Utilizada para processamento de pequenos volumes ou testes de extração.

#### Sistema de extração por pinças
Reduz marcas de extração das peças.

#### Sistema de extração por acionamento de molas
Peças de geometria complexa.

#### Sistema de extração por gavetas mecânicas
Peças com geometria complexa.

#### Sistema de extração por camisa
Esse tipo de extractor aumenta a área de contato entre extrator e produto, diminuindo a força necessária para extrair a peça, logo não danifica a peça.

#### Regras da extração
- Peças não podem ter paredes paralelas a direção de abertura do molde.
- Peças e canais devem ser colocados para o lado móvel.

## Parâmetros de injeção
Existem várias considerações geométricas e de design para peças fabricadas por moldagem por injeção. Muitas dessas considerações resultaram em um grande conjunto de diretrizes para recursos geométricos no design. As duas maiores preocupações geométricas são (i) fluxo adequado do plástico para todas as partes da cavidade do molde antes de solidificar, e (ii) contração do plástico, resultando em vazios. Alguns exemplos da primeira preocupação incluem: se a espessura da peça é muito pequena, o fluxo de plástico é restrito devido ao alto atrito; outra orientação é que a seção transversal da peça não deve mudar abruptamente, uma vez que isso leva a um fluxo fraco. Quanto à segunda preocupação, as diretrizes incluem a manutenção de uma espessura uniforme da seção transversal em toda a parte.
O processo de injeção é garantir o bom desenvolvimento de um bom polímero fundido e enchimento suave, arrefecimento na configuração, de forma a atender aos requisitos para a produção de produtos de qualidade; no processo de injeção, os parâmetros de processo mais importantes são a temperatura (temperatura de fusão, temperatura da rosca, temperatura do molde), pressão (pressão de plastificação, pressão de injeção, pressão da cavidade) e o papel correspondente do tempo variável (tempo de injeção, tempo de resfriamento) e assim por diante. A seguir, será discutido os principais parâmetros e interações do processo.        

### Temperatura do molde
A temperatura do molde deve ser controlada, devido parâmetros como acabamento da peça, tensões internas, contração e estabilidade dimensional. Para um controle eficiente, é preciso que os canais de aquecimento estejam projetados de maneira que se tenha uma distribuição uniforme de calor por todo o molde. Essa uniformidade da temperatura do molde é essencial para materiais cristalinos, para se ter uma boa uniformidade da cristalização do material e, assim uma boa estabilidade dimensional do moldado.
No processo de moldagem por injeção, a temperatura do molde é o controle do meio de refrigeração (geralmente água), que determina a taxa de resfriamento da massa fundida de plástico. Quanto menor a temperatura do molde, mais rápido será o resfriamento, e a temperatura de fusão diminui mais rapidamente.
Para os plásticos cristalinos, devido temperaturas mais elevadas que conduzem à cristalização, a temperatura do molde pode melhorar a estrutura do produto, da densidade ou cristalinidade.

### Pressão de injeção
Para preencher a cavidade do molde com o material plástico fundido, é preciso uma pressão de injeção. A intensidade de dessa pressão de injeção depende de fatores com:

#### Tipo de material
Material com viscosidade maior, mais difícil será o preenchimento da cavidade, portanto será preciso uma pressão maior para fazer o material fluir e preencher a cavidade do molde.

#### Temperatura do molde
A influência da temperatura do molde é que quanto maior a temperatura do molde, menor a perda de temperatura do material no preenchimento da cavidade.
De modo geral, para determinar a pressão de injeção ideal, inicia-se  a injeção com pressão baixa e aumentar gradualmente até se obter peças de boa qualidade.

#### Tempo de ciclo
Esse tempo deve ser o menor possível e seguir este cálculo:
T(c) = T(inj) + T(resf) + T(cs) ;
- T(c) = Tempo total de ciclo;
- T(inj) = Tempo de injeção;
- T(resf) = Tempo de resfriamento;
- T(cs) = Tempo de ciclo em seco.

#### Tempo de injeção
- Está relacionado o preenchimento completo do molde;
- Gira em torno de 0,5 a 3(s);
- É inversamente proporcional a pressão de injeção.

#### Tempo de resfriamento
É diretamente proporcional ao quadrado da espessura da peça. Já as suas demais dimensões não possuem grande influência no tempo de resfriamento e se inicia junto ao tempo de recalque.
T(resf) = (S2/αef.π2)ln(  (8/π2))x((T(inj)-T(m)/T(e) - T(m)) )
- S = maior espessura da peça [mm];
- T(resf) = Tempo de resfriamento [s];
- αef = Difusibilidade térmica efetiva [mm2/s];
- T(inj) = Temperatura inicial ( temperatura média do material ao final do preenchimento da cavidade) [°C];
- T(m) = Temperatura média da parede da cavidade do molde [°C];
- T(e) = Temperatura final ( temperatura média do moldado na extração) [°C].

#### Tempo de ciclo em seco
São os tempos necessários para a abertura, fechamento e extração.

#### Força de fechamento
Força de fechamento é a força que a injetora faz para manter o molde fechado durante a injeção. Durante o processo, uma pressão atuará levando os plásticos em um estado "pastoso" para adentrar no molde e assim forçando as paredes das cavidades, o que tende a abrir o molde. Portanto, a força de fechamento sempre deve ser maior que a pressão máxima de injeção multiplicada pela área projetada, do contrário o molde se abrirá e acabará gerando rebarbas e perdas de calor no sistema de injeção, ocasionando alterações dimensionais. Todavia, o excesso de força também causa alterações no molde como desgaste, deformações nas cavidades, estiramento das colunas e deformação das placas fixas e móveis e se for muito além da ideal pode provocar a quebra de pinos extratores.
A força é calculada por:
Ff = A x P
Ff - Força de fechamento(Kgf)
A  - Área projetada (cm²)
P -  Pressão na cavidade (Kgf/cm²)

### Contra pressão
A contra pressão é a pressão que se opõe ao retorno da rosca durante a dosagem do material. Quanto maior essa contra pressão, mais dificuldade a rosca terá para retornar, causando assim, um aumento no cisalhamento do material.
Quanto menor o cisalhamento do material, melhor será as propriedades do material. Portanto, é recomendável utilizar baixa contra pressão, utilizando somente a contra pressão necessária para certificar que o material esteja livre de bolhas.

### Ciclo de moldagem por injeção
O ciclo de moldagem por injeção e a velocidade de injeção é obrigatório para completar um tempo conhecido como ciclo de moldagem por injeção, que inclui alimentação, aquecimento, enchimento, embalagem, tempo de resfriamento  e operações auxiliares, como o tempo de fechamento. No tempo de ciclo de moldagem por injeção, a velocidade de injeção e o desempenho de refrigeração dos produtos têm uma influência decisiva.

### Pressão de recalque
Quando a peça está finalizada, tem-se início a pressão de recalque. Essa pressão de recalque tem como finalidade manter o material compactado até que ocorra a completa solidificação, para não ocorrer contração na peça. A intensidade da pressão e o tempo de atuação dependem de alguns fatores como:
Temperatura do molde: o molde muito quente dificulta a solidificação do material e então, aumenta a contração do mesmo, precisando assim, de uma maior intensidade e atuação da pressão de recalque.
Projeto da peça: peças com paredes relativamente grossas, dificulta o seu resfriamento, logo, é preciso controlar a pressão de recalque para poder atuar até a completa solidificação do material.

### Capacidade de injeção
É a quantidade de material que a rosca pode deslocar para dentro do molde a cada ciclo – isto inclui todas as cavidades e o sistema de alimentação do molde, considerando a pressurização e o recalque.
A máquina injetora precisa ter capacidade de injeção superior à massa do moldado, com um fator de segurança de 20 a 30 %.
Ci = Mm x s
Ci = capacidade de injeção (g)
Mm = massa total do moldado (g)
s = fator de segurança (geralmente, s = 20% ou 30%)

### Capacidade de plastificação
É a quantidade de material que a máquina pode elevar à temperatura de injeção em uma hora.
Deve-se considerar que a mesma terá um emprego máximo de 80% da sua capacidade nominal.
Os catálogos de máquinas expressam a capacidade de plastificação em kg/h (ou g/s) de PS ou PE. Logo, se for utilizada outra resina, é preciso fazer uma correção, que leva em conta as quantidades de calor necessárias para fundir (ou elevar a temperatura de processamento) de uma massa equivalente de material.
Cp = Mm / tmaxdos x s
Cp = capacidade de plastificação (kg/h)
Mm = massa total do moldado (g) - inclui canais e sistemas de alimentação
tmaxdos = tempo máximo admitido para dosagem por ciclo (s)
s = fator de segurança

### Velocidade de injeção
A velocidade de injeção é o tempo para preencher a cavidade do molde com o material fundido. Entretanto, quanto menor o tempo de injeção para preencher a cavidade do molde, maior será a velocidade de injeção. Assim, recomenda-se uma velocidade de injeção média - rápida, evitando a solidificação da peça antes de terminar o processamento, pois caso isso ocorra causará falhas na peça.

### Abertura do molde e extração da peça
Essa etapa da injeção é responsável pela separação da placa móvel da parte fixa da injetora, fazendo com que a peça seja extraída do molde, podendo cair em um canal onde a peça é removida da máquina (caso seja  uma injetora horizontal) ou tendo que ser removida pneumaticamente ou manualmente  (caso seja uma injetora  vertical).
Após a extração da peça, podem ser necessárias etapas adicionais para melhor acabamento da peça, sendo não obrigatório para todas as peças.

## Exemplos de polímeros mais adequados para este processo são
A maior parte dos polímeros, por vezes designados por resinas, pode ser utilizada, incluindo todos os termoplásticos, alguns materiais termoendurecíveis e alguns elastómeros. Desde 1995, o número total de materiais de moldagem por injeção disponíveis tem aumentado a uma taxa de 750 por ano; quando esta tendência começou, estavam disponíveis cerca de 18 000 materiais. Os materiais disponíveis incluem ligasou misturas de materiais previamente desenvolvidos, pelo que os projectistas de produtos podem selecionar o material com o melhor conjunto de propriedades a partir da extensa gama. Os principais critérios para a seleção do material são a resistência e a funcionalidade exigidas para a peça final, bem como o custo, mas também cada material tem parâmetros diferentes para a moldagem que precisam de ser tidos em conta. Outras considerações ao selecionar um material de moldagem por injeção incluem o módulo de flexão, ou o grau em que o material pode ser dobrado sem danos, bem como a dissipação de calor e a absorção de água. Polímeros comuns como epoxi e fenólico são exemplos de plásticos termoendurecíveis, enquanto nylon, polietileno e poliestireno são termoplásticos. Até há relativamente pouco tempo, as molas de plástico eram impossíveis, mas os avanços nas propriedades dos polímeros tornam-nas atualmente bastante práticas. As aplicações incluem fivelas para prender e soltar correias de equipamento de exterior.

## Defeitos
Os problemas encontrados na moldagem por injeção estão diretamente relacionados a quatro fatores: as condições de processamento, a máquina injetora, o molde e a matéria-prima.
- Nas condições de processamento, os parâmetros de controle do processo devem estar adequados com o material que irá ser injetado.
- É essencial que a máquina injetora, esteja adequada ao uso, a capacidade para o processamento deve ser considerada. Diferentes poliméricos exigem roscas diferentes por exemplo, caso a rosca instalada na máquina injetora não seja adequada o processo não será possível.
- O molde deve apresentar superfície lisa e brilhante, para facilitar o fluxo do material, e diminuir as chances de geração de calor devido à fricção. Moldes danificados geram peças danificadas.
- A matéria-prima deve ser processada de acordo com suas necessidades específicas. Alguns materiais como o ABS por exemplo exigem uma etapa de secagem antes de ser levado a máquina injetora. Além disso um mesmo material pode ter diferentes aditivos que podem alterar os seus parâmetros deste as temperaturas de processamento até parâmetros como pressão de injeção e velocidade de injeção.

## Prós e contras

### Vantagens
- Alta produtividade, pois o processo é rápido, com ciclos curtos;
- Ótimas tolerâncias dimensionais e geométricas, fazendo com que as peças produzidas necessitem de pouco ou nenhum acabamento;
- Comparado a outros processos como rotomoldagem e manufatura aditiva, possui matéria prima de baixo custo;
- Há uma ampla gama de matéria-prima;
- Possíveis excessos de polímeros podem ser moídos, reciclados e reutilizados.

### Desvantagens
- Custo elevado do molde e máquina;
- Processo é voltado a alta produção, lotes pequenos dificilmente tem o custo de ferramental amortizado;
- O ambiente em que é realizado processo de injeção afeta as tolerâncias os parâmetros, logo os parâmetros tem que ser  setados no local de produção.